# 칼릭스시

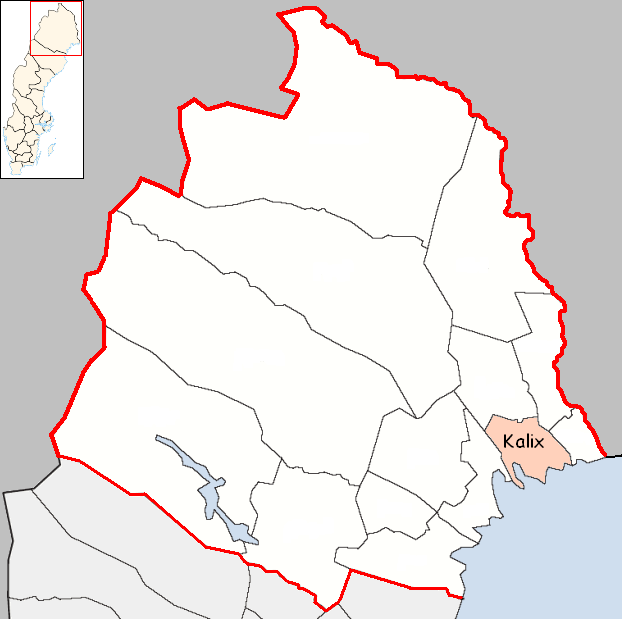
칼릭스 시의 위치

칼릭스시(스웨덴어: Kalix kommun)는 스웨덴 노르보텐주에 위치한 지방 자치체로 행정 중심지는 칼릭스이며 면적은 3,712.06km2, 인구는 16,223명(2016년 12월 31일 기준), 인구 밀도는 4.4명/km2이다.

시 문장

## 같이 보기
- 칼릭스 백어알